# Митрофанов, Владислав Алексеевич

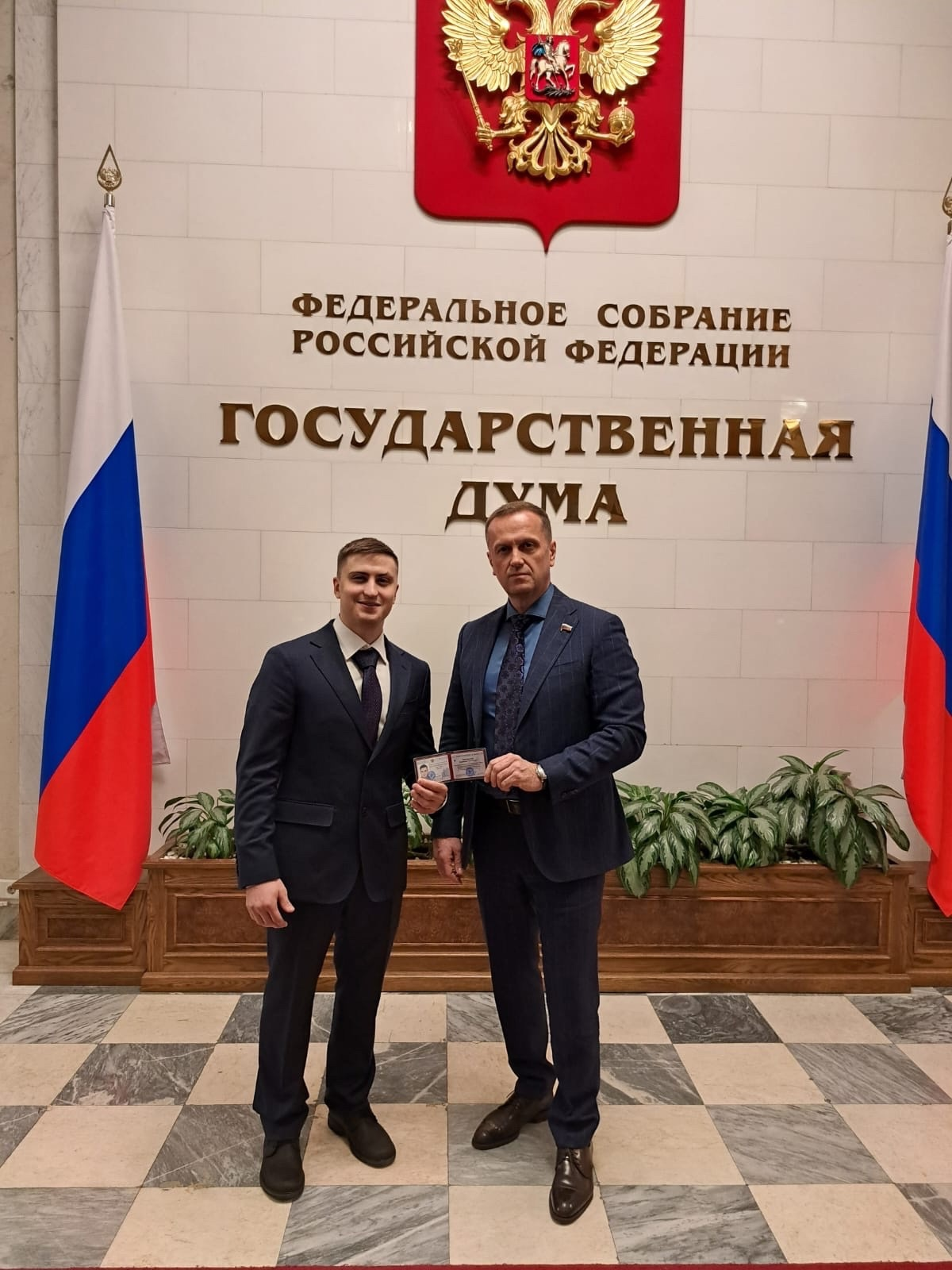
Получение удостоверения в Госдуме

Митрофанов Владислав Алексеевич (род. Екатеринбург, Россия) — российский гимнаст.  Мастер спорта России, Чемпион России на опорном прыжке (2016), Чемпион России на брусьях (2017), бронзовый призер Кубка России в команде от УРФО, вместе с Белявский, Давид Сагитович (2019), Лучший спортсмен в 2 соревнованиях Bundesliga 2019 в Германии, удостоен звания Topscorer.
Помощник депутата Государственной Думы Ильиных, Владимир Алексеевич с 2024 года.

## Карьера
Путь к чемпионству очень сложен и тернист.
Первые 6 лет спортивная карьера шла без медалей, всегда в составе средних спортсменов в группе.
Во время изучения 3 взрослого разряда на пути встретился Заслуженный тренер России Кожевников Евгений Анатольевич, который и разглядел талант и потенциал спортсмена.
С 2015 года в копилку побед Владислава Алексеевича начали добавляться медали и кубки за соревнования, турниры и первенства высокого уровня:
● 2015 год: Чемпион Уральского Федерального округа по спортивной гимнастике (звание подтверждается ежегодно по настоящее время). Неоднократный победитель Всероссийских турниров по спортивной гимнастике;
● 2016 год: Чемпион России в опорном прыжке;
● 2017 год: Чемпион России в параллельных брусьях;
● 2018 год: В составе команды Уральского Федерального округа — 3 место в командном многоборье на кубке России. (В составе команды Владислав Алексеевич выступал вместе с олимпийским чемпионам: Давидом Белявским, Сергеем Даниленко и членом сборной России — Виктором Британом);
● 2019 год: на соревнованиях в Германии «Bundesliga» за клуб «TV Weißkirchen» стал дважды лучшим спортсмен соревнований и был удостоен звания «Topscorer»;
● 2020 год:
- на Чемпионате Уральского Федерального округа Владислав Алексеевич получил целых 6 медалей: многоборье — 1 место, команда — 1 место,
конь — 2 место, кольца — 2 место, опорный прыжок — 1 место, брусья — 1 место.
- на Всероссийском турнире памяти А.М.Городецкого: кольца — 2 место, опорный прыжок — 3 место;
● 2021 год: на Чемпионате Уральского Федерального округа получил 2 медали: брусья — 1 место, кольца — 3 место.

## Общественная деятельность
В 2018 году открывает первую спортивную школу "Чемпион" В городе Екатеринбурге.
Сталкивается с большим количеством проблем. Сегодня является директором сети спортивных школ всего 8 школ в Свердловской области.
Дети частной спортивной школы становится лучшими в области по всем разрядам, в 2024 году едут на крупнейшие соревнования в стране " Лига Гимнастики" и воспитанник школы занимается 11 место среди всех сильнейших детей страны.
В 2023 году, стал участником  сезона "Первого Гимнастического реалити шоу" на канале Нагорный, Никита Владимирович,  сейчас находится в финале, выход последней серии еще не объявлен.
В 2024 году становится помощников депутата Государственной Думы Ильиных, Владимир Алексеевич на добровольной основе.
в 2025 Году открывает музей советского времени, чтобы сохранить историю своей семьи.

## Образование
В 2022 Году окончил Уральский федеральный университет по направлению "Организация работы с молодежью" получил степень бакалавр.
В 2025 Году окончил Уральский федеральный университет по направлению "Менеджмент" получил степень магистр.
Имеет официальный уровень немецкого языка B1 от Институт имени Гёте

## Награды
- Мастер спорта России (2018).